# ده‌سرخ (جوانرود)
ده‌سرخ (جوانرود)، روستایی از توابع بخش کلاشی شهرستان جوانرود در استان کرمانشاه ایران است.

## جمعیت
این روستا در دهستان شروینه قرار دارد و براساس سرشماری مرکز آمار ایران در سال ۱۳۸۵، جمعیت آن ۱۳۰ نفر (۳۲خانوار) بوده‌است.